# Związek gmin Wendlingen am Neckar
Związek gmin Wendlingen am Neckar – związek gmin (niem. Gemeindeverwaltungsverband) w Niemczech, w kraju związkowym Badenia-Wirtembergia, w rejencji Stuttgart, w regionie Stuttgart, w powiecie Esslingen. Siedziba związku znajduje się w mieście Wendlingen am Neckar, przewodniczącym jego jest Frank Ziegler.
Związek gmin zrzesza jedno miasto i jedną gminę wiejską:
- Köngen, 9 613 mieszkańców, 12,25 km²
- Wendlingen am Neckar, miasto, 15 978 mieszkańców, 12,15 km²